# Phlegra karoo
Phlegra karoo är en spindelart som beskrevs av Wesolowska 2006. Phlegra karoo ingår i släktet Phlegra och familjen hoppspindlar. Inga underarter finns listade i Catalogue of Life.